# Ботроп
Ботроп град је у средњем делу западне Немачке на каналу Рајна-Херна у Северној Рајни-Вестфалији. Посједује регионалну шифру (AGS) 5512000, NUTS (DEA31) и LOCODE (DE BHT) код. Смештен у Рурској области, Ботроп се граничи са Есеном, Оберхаузеном, Гладбеком и Дорстеном. Град је био угљенокопачки и железнички центар у ком су се налазиле фабрике угљених деривата, хемикалија, текстила и стројева. Ботроп се развија у руднички центар почетком шезедесетих година деветнаестог века, а као град се распознаје 1921. Године 1975, уједињен је са суседним местима Гладбеком и Кирхеленом, међутим Гладбек се издвојио 1976.

## Географија
Град се налази на надморској висини од 55 метара. Површина општине износи 100,6 km².

## Становништво
У самом граду је, према процјени из 2010. године, живјело 117.241 становник. Просечна густина становништва износи 1.165 становника/km².